# 下北駅
下北駅（しもきたえき）は、青森県むつ市大字田名部字海老川にある、東日本旅客鉄道（JR東日本）大湊線の駅。
本州最北の駅であり（JR東日本の最北駅でもある）、駅舎のホーム側には「てっぺんの駅」という看板が掲げられている。かつては下北交通大畑線が接続していた。

## 歴史
1939年（昭和14年）に、大畑線の開業とともにその分岐駅として設置された。大畑線は、国鉄再建法の施行により第1次特定地方交通線に指定され、1985年（昭和60年）に下北交通に転換されたが、2001年（平成13年）に廃止された。

### 年表
- 1939年（昭和14年）12月6日：大畑線の開業に合わせて開設（一般駅）[2]。
- 1983年（昭和58年）12月1日：貨物の扱いを廃止[2]。
- 1985年（昭和60年）
  - 3月14日：荷物の扱いを廃止[2]。
  - 7月1日：大畑線が下北交通に転換[2]。国鉄下北駅業務を下北交通に委託。
- 1987年（昭和62年）4月1日：国鉄分割民営化により大湊線は東日本旅客鉄道に承継[2]。
- 1990年（平成2年）ごろ：JR東日本下北駅が直営駅に戻る。駅舎内に下北交通出札口が設置される。
- 2001年（平成13年）4月1日：下北交通大畑線が廃止。
- 2007年（平成19年）：下北駅前広場整備事業が開始。
- 2009年（平成21年）1月23日：新駅舎の供用を開始[3]。
- 2011年（平成23年）10月1日：駅レンタカーの営業を開始。隣の大湊駅からの移転[4]。
- 2013年（平成25年）3月16日：直営駅（大湊駅所属下北在勤）から業務委託駅となる。
- 2024年（令和6年）
  - 3月31日：駅レンタカーの営業を終了[5]。
  - 10月1日：えきねっとQチケのサービスを開始[1][6]。

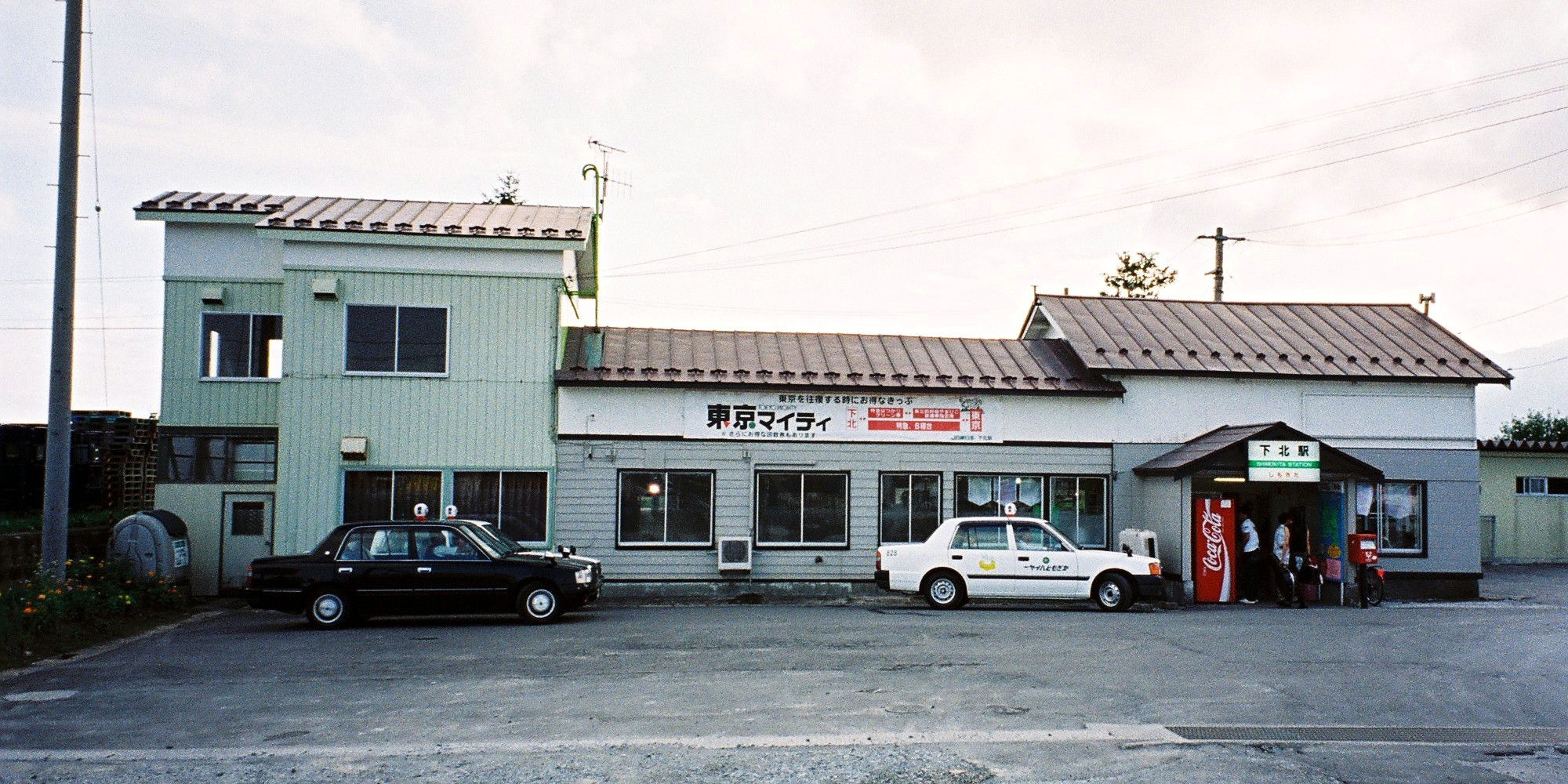
旧駅舎（2000年8月）

## 駅構造
単式ホーム1面1線を有する地上駅である。島式ホームの片側を使用する形の棒線構造で、ホームの反対側（旧1番線）は2001年（平成13年）まで下北交通大畑線が使用していた。かつては大湊駅方から大畑線方面に直通できる配線であり、大湊線の列車は大湊駅で折り返す形で大畑線へ直通運転を行っていたが、大畑線の転換時に線路の接続は断たれている。
青森駅が管理する業務委託駅（JR東日本東北総合サービス委託）である。駅舎にはみどりの窓口とタッチパネル式自動券売機が設置されている。大畑線廃止まではJR駅員がホーム上で改札を行っていた。

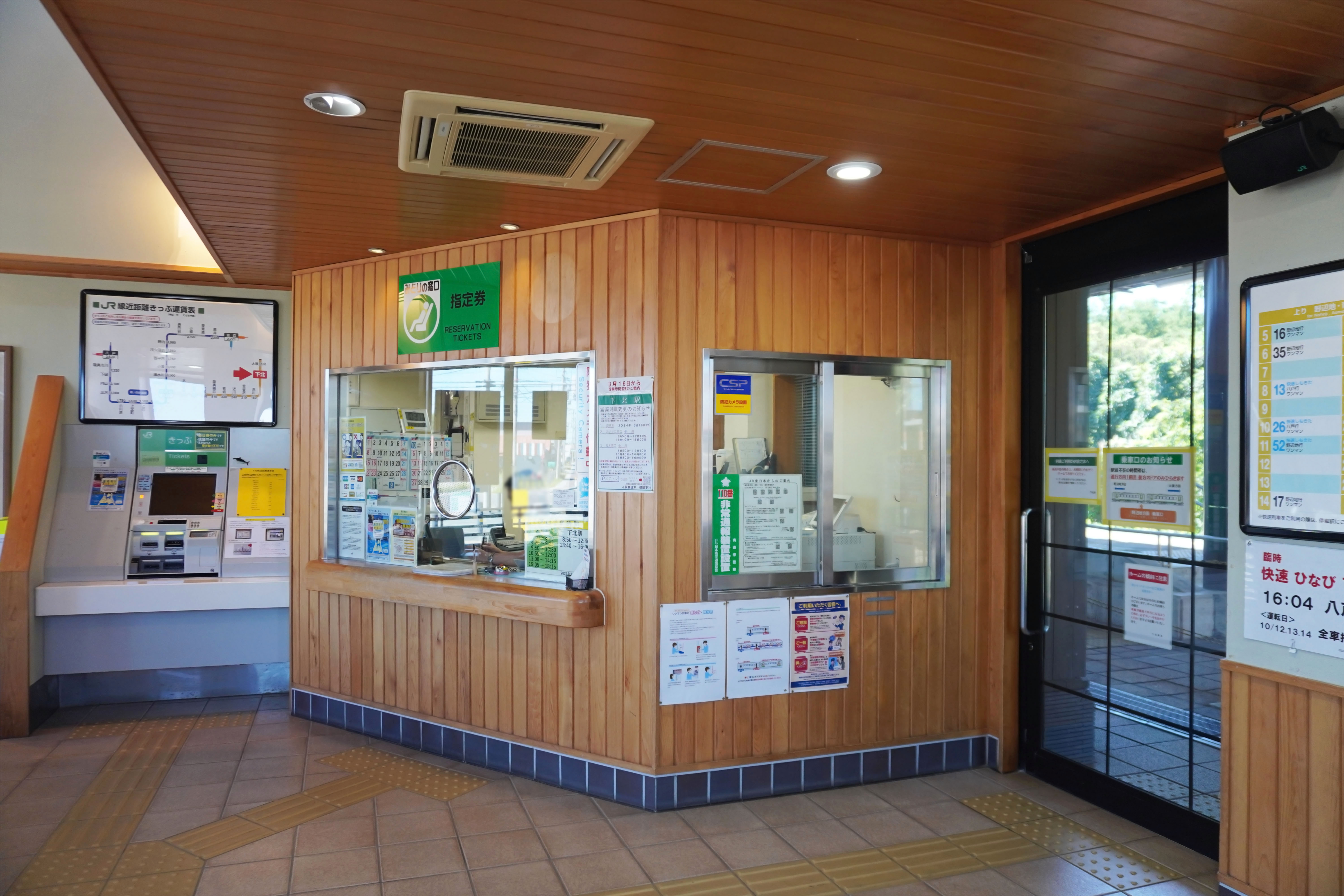
改札口と切符売り場（2024年9月）
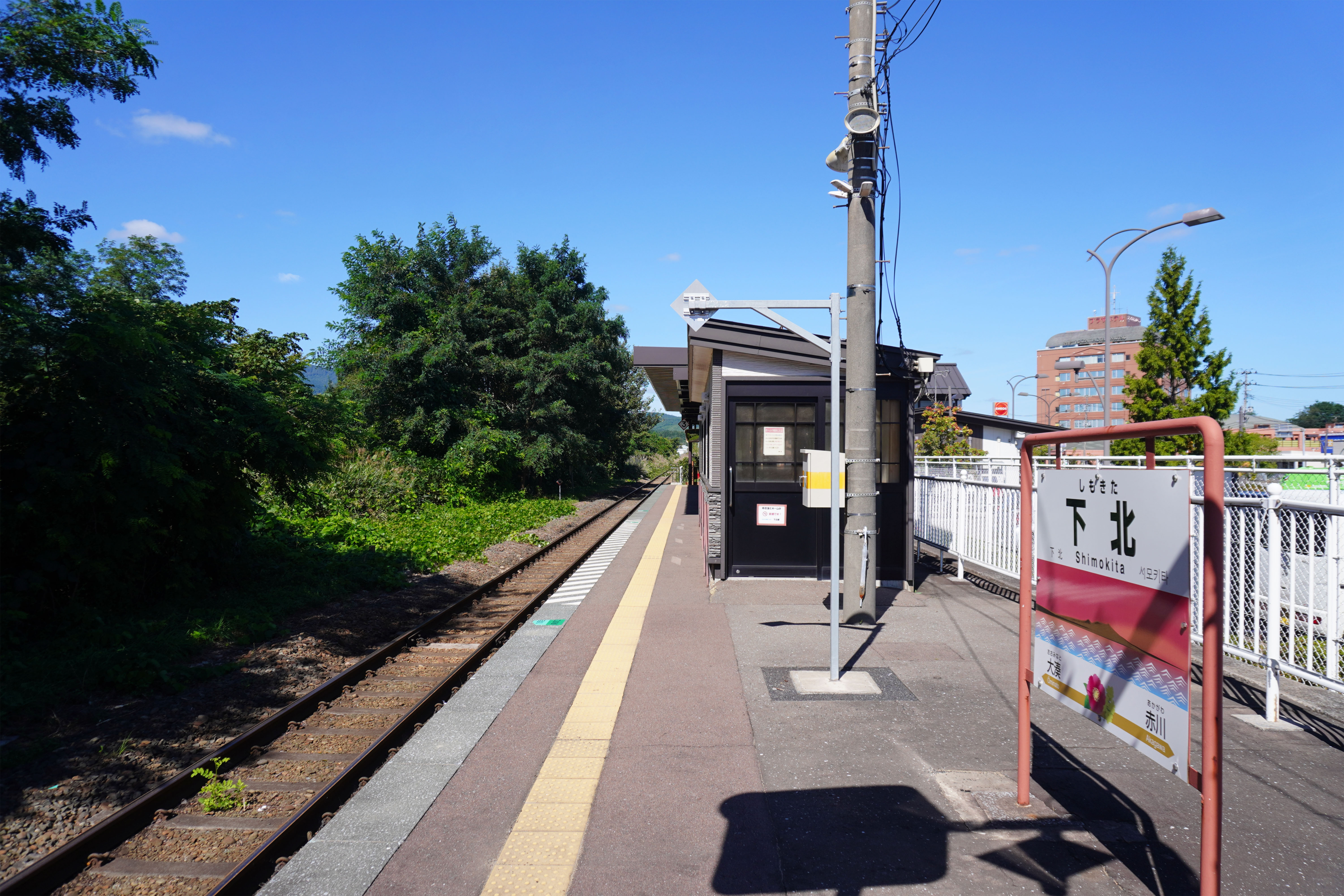
ホーム（2024年9月）
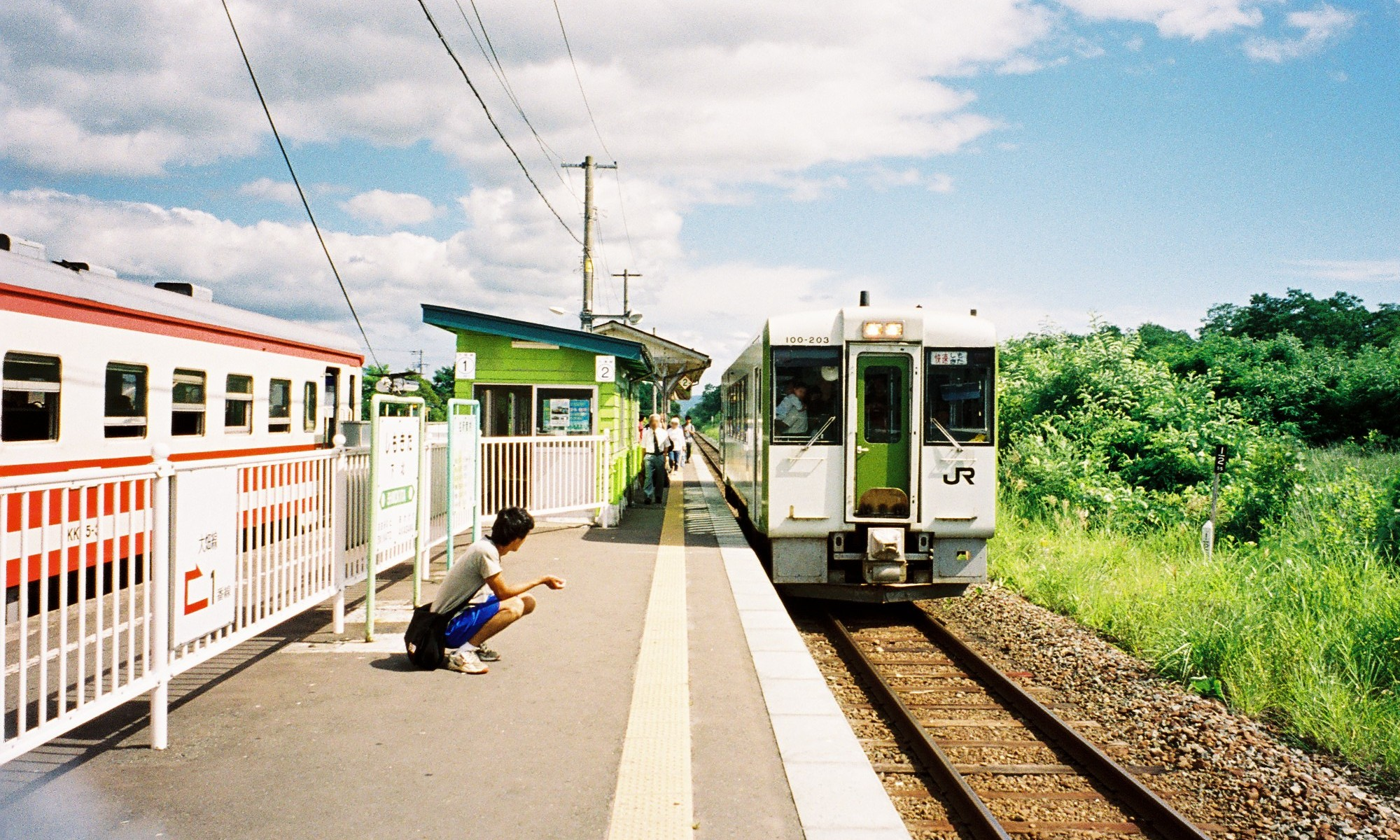
JR大湊線ホーム（大畑線廃止前） （2000年8月）
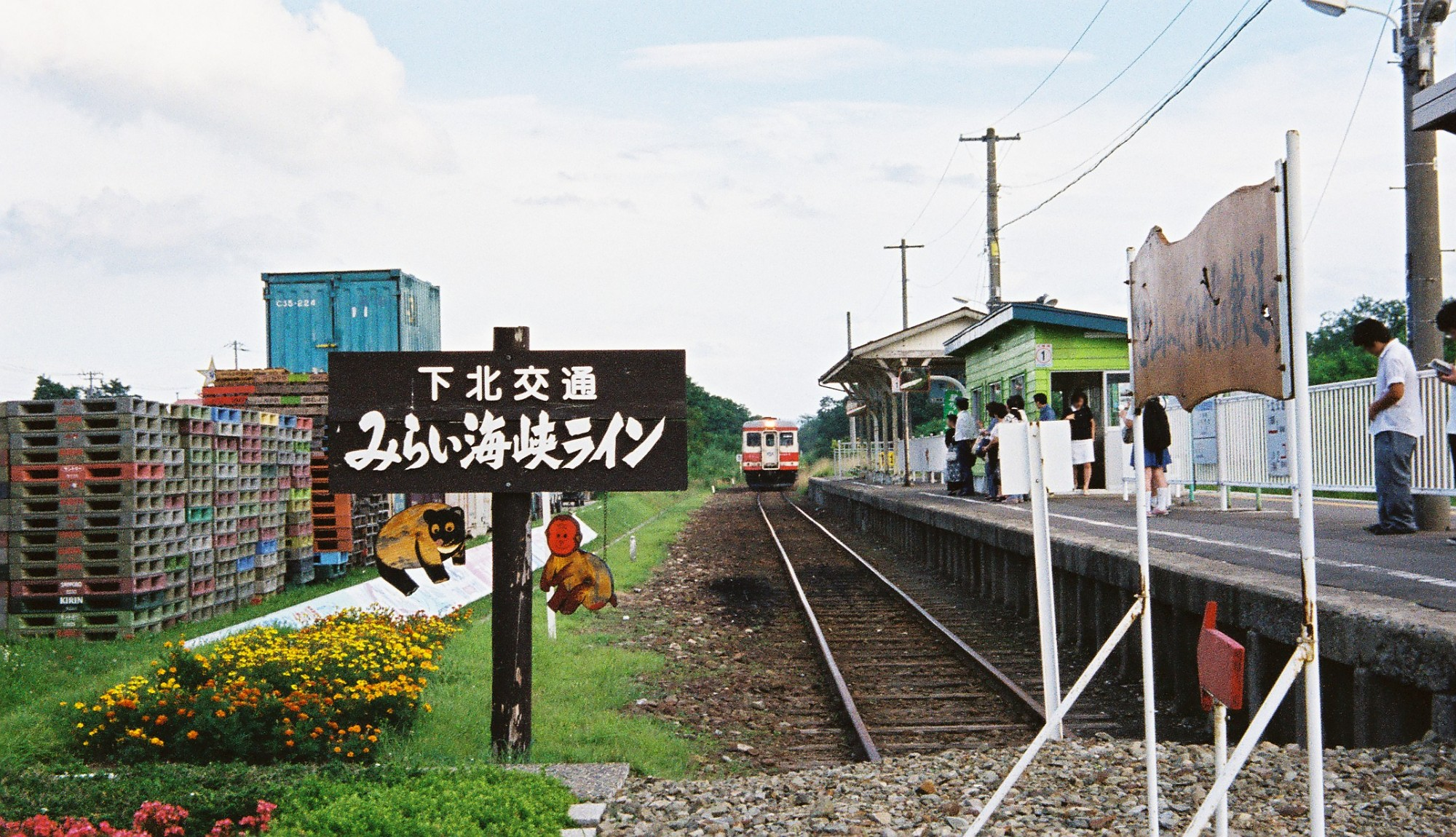
廃止前の旧1番線大畑線ホーム （2000年8月）

## 利用状況
JR東日本によると、2023年度（令和5年度）の1日平均乗車人員は166人である。
2000年度（平成12年度）以降の推移は以下のとおりである。
| 1日平均乗車人員推移 | 1日平均乗車人員推移 | 1日平均乗車人員推移 | 1日平均乗車人員推移 | 1日平均乗車人員推移 |
| 年度                | 定期外              | 定期                | 合計                | 出典                |
| ------------------- | ------------------- | ------------------- | ------------------- | ------------------- |
| 2000年（平成12年）  |                     |                     | 246                 | [ 利用客数 2 ]      |
| 2001年（平成13年）  |                     |                     | 228                 | [ 利用客数 3 ]      |
| 2002年（平成14年）  |                     |                     | 251                 | [ 利用客数 4 ]      |
| 2003年（平成15年）  |                     |                     | 235                 | [ 利用客数 5 ]      |
| 2004年（平成16年）  |                     |                     | 213                 | [ 利用客数 6 ]      |
| 2005年（平成17年）  |                     |                     | 194                 | [ 利用客数 7 ]      |
| 2006年（平成18年）  |                     |                     | 199                 | [ 利用客数 8 ]      |
| 2007年（平成19年）  |                     |                     | 196                 | [ 利用客数 9 ]      |
| 2008年（平成20年）  |                     |                     | 188                 | [ 利用客数 10 ]     |
| 2009年（平成21年）  |                     |                     | 197                 | [ 利用客数 11 ]     |
| 2010年（平成22年）  |                     |                     | 198                 | [ 利用客数 12 ]     |
| 2011年（平成23年）  |                     |                     | 175                 | [ 利用客数 13 ]     |
| 2012年（平成24年）  | 141                 | 45                  | 187                 | [ 利用客数 14 ]     |
| 2013年（平成25年）  | 140                 | 50                  | 191                 | [ 利用客数 15 ]     |
| 2014年（平成26年）  | 137                 | 56                  | 193                 | [ 利用客数 16 ]     |
| 2015年（平成27年）  | 138                 | 55                  | 194                 | [ 利用客数 17 ]     |
| 2016年（平成28年）  | 136                 | 61                  | 198                 | [ 利用客数 18 ]     |
| 2017年（平成29年）  | 136                 | 48                  | 185                 | [ 利用客数 19 ]     |
| 2018年（平成30年）  | 135                 | 57                  | 193                 | [ 利用客数 20 ]     |
| 2019年（令和元年）  | 128                 | 49                  | 177                 | [ 利用客数 21 ]     |
| 2020年（令和02年）  | 58                  | 48                  | 107                 | [ 利用客数 22 ]     |
| 2021年（令和03年）  | 66                  | 43                  | 109                 | [ 利用客数 23 ]     |
| 2022年（令和04年）  | 98                  | 44                  | 143                 | [ 利用客数 24 ]     |
| 2023年（令和05年）  | 114                 | 52                  | 166                 | [ 利用客数 1 ]      |

## 駅周辺
- むつ警察署下北駅前交番
- プラザホテルむつ
- 日本通運むつ営業所
- 青森県道176号赤川下北停車場線
- 青森県道177号海老川新町線
- 青森県道272号下北停車場線
- 田名部川

## バス路線
- 下北交通
  - むつバスターミナル・大畑・大間・佐井方面（大畑線鉄道代替バス）
  - 恐山方面（季節運行）
- 国際興業バス
  - 夜行高速バス「しもきた号」：大宮・新宿行き（金・土・日曜運行）

## 隣の駅
東日本旅客鉄道（JR東日本）
■大湊線
□快速「しもきた」
陸奥横浜駅 - （一部近川駅） - 下北駅 - 大湊駅
■普通
赤川駅 - 下北駅 - 大湊駅

### かつて存在した路線
下北交通
大畑線
下北駅 - 海老川駅

### 記事本文
1. 1 2 3 4  「駅の情報（下北駅）：JR東日本」東日本旅客鉄道。2024年8月30日時点のオリジナルよりアーカイブ。2024年9月3日閲覧。
2. 1 2 3 4 5 6  石野哲（編）『停車場変遷大事典 国鉄・JR編 Ⅱ』（初版）JTB、1998年10月1日、510-511頁。ISBN 978-4-533-02980-6。
3. ↑  「下北駅新駅舎利用開始しました。」（プレスリリース）、むつ市、2009年1月23日。2014年10月30日時点のオリジナルよりアーカイブ。2009年8月22日閲覧。
4. ↑  JR時刻表 2011年10月号
5. ↑  「営業所 | JR東日本レンタリース」JR東日本レンタリース。2024年8月22日閲覧。
6. ↑  「Suicaエリア外もチケットレスで! 東北エリアから「えきねっとQチケ」がはじまります (PDF)」（プレスリリース）、東日本旅客鉄道、2024年7月11日。2024年8月21日閲覧。
7. 1 2  『国鉄全線各駅停車(2) 東北530駅』（小学館）161ページ

### 利用状況
1. 1 2  「各駅の乗車人員 2023年度 101位以下（7）| 企業サイト：JR東日本」東日本旅客鉄道。2025年7月4日閲覧。
2. ↑  「JR東日本：各駅の乗車人員（2000年度）」東日本旅客鉄道。2025年7月4日閲覧。
3. ↑  「JR東日本：各駅の乗車人員（2001年度）」東日本旅客鉄道。2025年7月4日閲覧。
4. ↑  「JR東日本：各駅の乗車人員（2002年度）」東日本旅客鉄道。2025年7月4日閲覧。
5. ↑  「JR東日本：各駅の乗車人員（2003年度）」東日本旅客鉄道。2025年7月4日閲覧。
6. ↑  「JR東日本：各駅の乗車人員（2004年度）」東日本旅客鉄道。2025年7月4日閲覧。
7. ↑  「JR東日本：各駅の乗車人員（2005年度）」東日本旅客鉄道。2025年7月4日閲覧。
8. ↑  「JR東日本：各駅の乗車人員（2006年度）」東日本旅客鉄道。2025年7月4日閲覧。
9. ↑  「JR東日本：各駅の乗車人員（2007年度）」東日本旅客鉄道。2025年7月4日閲覧。
10. ↑  「JR東日本：各駅の乗車人員（2008年度）」東日本旅客鉄道。2025年7月4日閲覧。
11. ↑  「JR東日本：各駅の乗車人員（2009年度）」東日本旅客鉄道。2025年7月4日閲覧。
12. ↑  「JR東日本：各駅の乗車人員（2010年度）」東日本旅客鉄道。2025年7月4日閲覧。
13. ↑  「JR東日本：各駅の乗車人員（2011年度）」東日本旅客鉄道。2025年7月4日閲覧。
14. ↑  「JR東日本：各駅の乗車人員（2012年度）」東日本旅客鉄道。2025年7月4日閲覧。
15. ↑  「各駅の乗車人員 2013年度 ベスト100以外（8）：JR東日本」東日本旅客鉄道。2025年7月4日閲覧。
16. ↑  「各駅の乗車人員 2014年度 ベスト100以外（8）：JR東日本」東日本旅客鉄道。2025年7月4日閲覧。
17. ↑  「各駅の乗車人員 2015年度 ベスト100以外（8）：JR東日本」東日本旅客鉄道。2025年7月4日閲覧。
18. ↑  「各駅の乗車人員 2016年度 ベスト100以外（8）：JR東日本」東日本旅客鉄道。2025年7月4日閲覧。
19. ↑  「各駅の乗車人員 2017年度 ベスト100以外（8）：JR東日本」東日本旅客鉄道。2025年7月4日閲覧。
20. ↑  「各駅の乗車人員 2018年度 ベスト100以外（8）：JR東日本」東日本旅客鉄道。2025年7月4日閲覧。
21. ↑  「各駅の乗車人員 2019年度 ベスト100以外（8）：JR東日本」東日本旅客鉄道。2025年7月4日閲覧。
22. ↑  「各駅の乗車人員 2020年度 101位以下（8）| 企業サイト：JR東日本」東日本旅客鉄道。2025年7月4日閲覧。
23. ↑  「各駅の乗車人員 2021年度 101位以下（8）| 企業サイト：JR東日本」東日本旅客鉄道。2025年7月4日閲覧。
24. ↑  「各駅の乗車人員 2022年度 101位以下（7）| 企業サイト：JR東日本」東日本旅客鉄道。2025年7月4日閲覧。